# Września

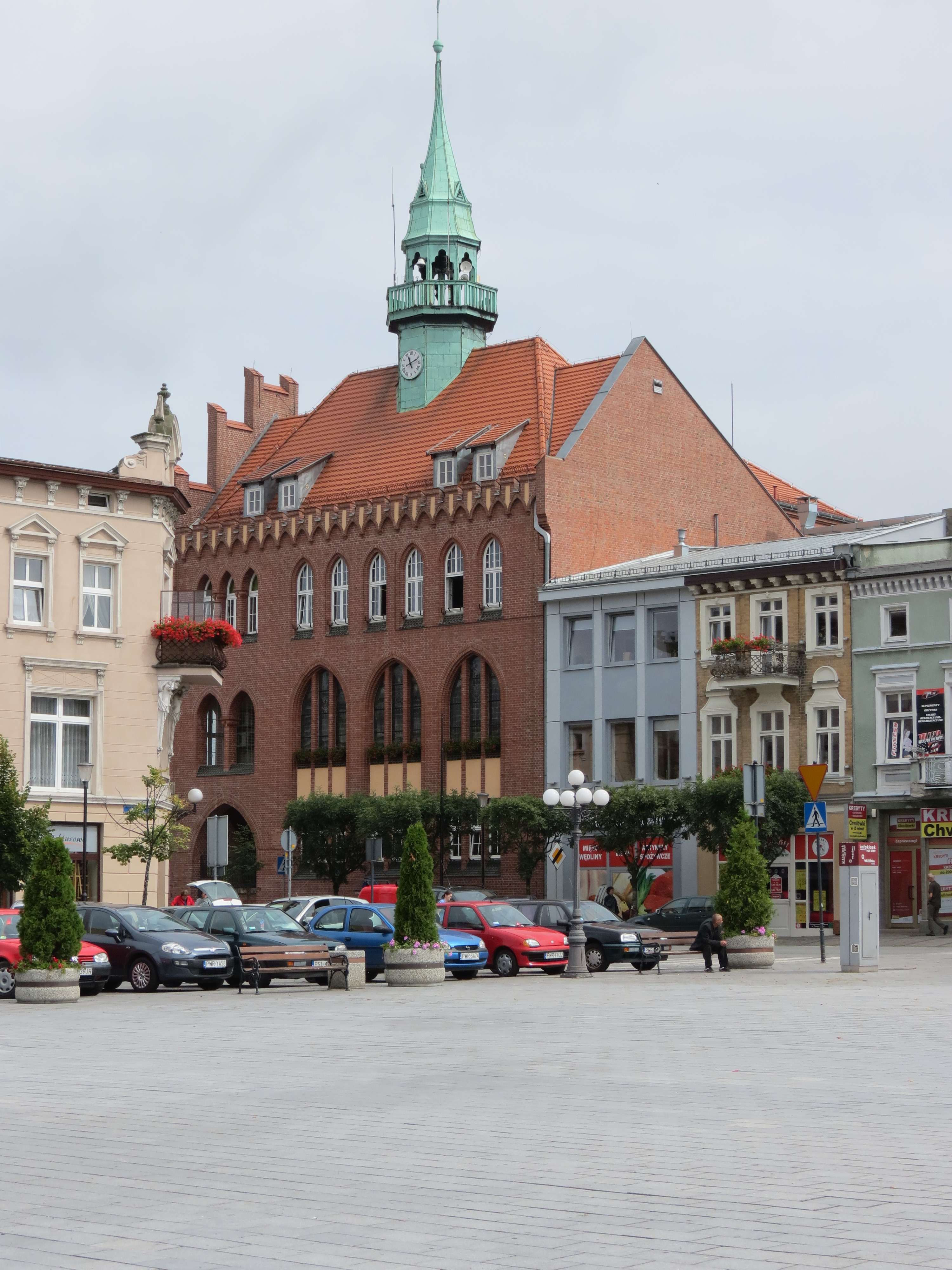
Vy mot rådhuset.

Września, tyska: Wreschen, är en stad i centrala Polen, belägen i Storpolens vojvodskap omkring 50 kilometer öster om Poznań. Tätorten hade 30 688 invånare i juni 2019 och är centralort i en stads- och landskommun med totalt 46 978 invånare. Staden är även huvudort i det administrativa distriktet Powiat wrzesiński.

## Historia

### Etymologi
Ortens namn är avlett från en typ av ljung (polska: wrzos) som är utbredd i regionen. Denna tros ha givit namn åt floden Wrześnica, vilken i sin tur givit namn åt orten.

### Medeltiden
Från 900-talet fram till början av 1500-talet var adelssläkten Poraje de dominerande markägarna i området. Det första skriftliga omnämnandet av en ort på platsen är från 1256, då skrivet Vresc. Under 1200-talet ökade handeln i betydelse, då staden låg vid den regionala handelsvägen mellan Gniezno och Pyzdry. En stadsmur saknades.
1317 omnämns platsen som Wressna och 1364 Wresna. Första omnämnandet av orten som stad med stadsrättigheter finns i ett brev från biskopen i Kraków 1357, så stadsrättigheterna måste ha fåtts under åren dessförinnan. 1449 omnämns orten som Wreszna, 1527 Wresnija och 1530 Wrzesznya.
Under Karl X Gustavs polska krig brändes orten ned av svenska trupper, varvid även många av ortens historiska dokument gick förlorade. 1671 bekräftades stadsrättigheterna och rätten att hålla marknader. Samtidigt fick orten en kunglig tullstation.
Invånarna var fram till 1600-talet huvudsakligen polsktalande katoliker, men från mitten av 1600-talet ökade inflyttningen av tysktalande. En evangelisk församling bildades, som 1778 erhöll mark för att uppföra en kyrka och kyrkogård. Följande år öppnades en protestantisk skola. I orten fanns även en judisk synagoga med begravningsplats.

### 1800-talet
I samband med Polens andra delning tillföll staden Preussen. Under Napoleonkrigen var staden från 1807 till 1815 del av storhertigdömet Warszawa. Från 1818 var staden säte för den nybildade Landkreis Wreschen i den preussiska provinsen Posen.
Staden var fortfarande vid denna tid i släkten Ponińskis ägo. Först 1833 avskaffades Szlachtans omfattande privilegier och från 1841 fick staden kommunalt självstyre.
1837 brann den dåvarande synagogan i trä, och en ny synagoga uppfördes 1875. I staden uppfördes även en landkreisförvaltningsbyggnad, en domstolsbyggnad och ett lasarett.
Från slutet av 1800-talet fick stadens näringsliv ett betydande uppsving och 1875 anslöts orten till det preussiska järnvägsnätet. Orten fick bland annat en jordbruksmaskinfabrik, ett sockerbruk och ett kraftverk.
Vid folkräkningen 1905 hade staden omkring 7 000 invånare, varav 65,4 % betecknades som polacker, 28,9 % som tyskar och 5,5 % som judar.

### Skolstrejken 1901

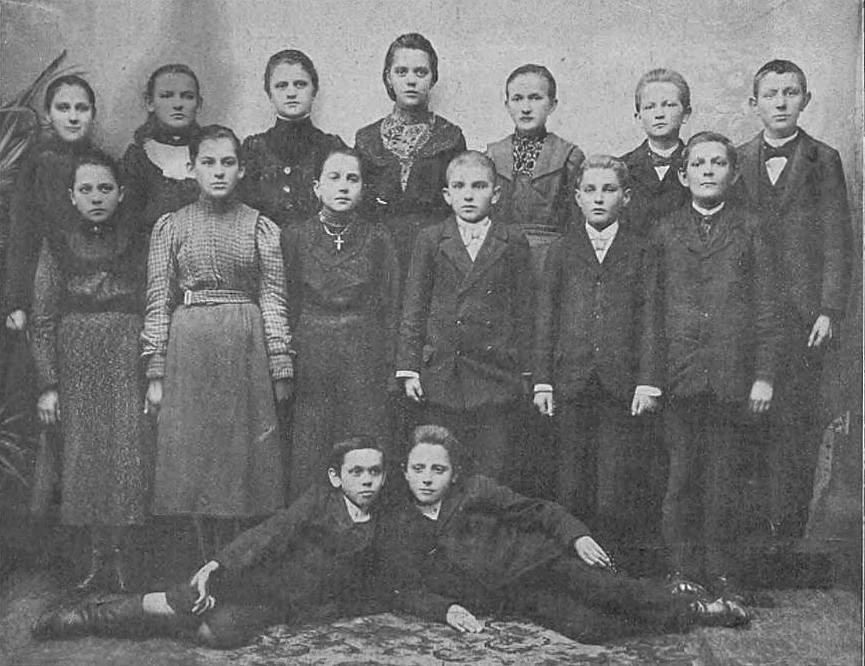
Strejkande skolbarn i Września 1901.

Staden väckte stor uppmärksamhet i början av 1900-talet då barnen i staden skolstrejkade mot den tyskspråkiga skolundervisningen.
Under början av 1800-talet hade skolundervisningen huvudsakligen bedrivits på polska, med tyska som andra språk, och i de delar av Polen som stod under preussisk överhöghet under 1800-talet var läskunnigheten hög, till skillnad från i de områden som stod under rysk överhöghet där antalet analfabeter kunde vara upp till 30 procent.
Under inflytande av tysknationalistiska intressen, framförallt Ostmarkenverein, skärpte den preussiska regeringen successivt sin kulturpolitik gentemot den polsktalande minoriteten. Tyska blev obligatoriskt undervisningsspråk och när även den katolska religionsundervisningen infördes på tyska uppstod häftiga protester och konflikter mellan föräldrarna och de tyska lärarna. I Września började en veckolång skolstrejk bland polskspråkiga elever gentemot den preussiska regeringens språkpolitik, och strejken spred sig även till andra orter i regionen. Flera av deltagarna arresterades. Konflikten fortsatte fram till 1904. I den tyska riksdagen utmålades händelsen av en majoritet som ett bevis på att den tysk-preussiska kulturpolitiken havererat i Polen.

### 1900-talet
Stadens kasern uppfördes 1910, 1912 fick staden kommunalt avlopp.
Den 28 december 1918 uppstod oroligheter i staden mellan polsk- och tysktalande. Den 10 januari 1920 blev staden del av andra polska republiken, fortfarande som huvudort i ett distrikt. Efter första världskriget fortsatte staden att växa, och nya bostadsområden, järnvägslinjer och en stadion tillkom.
Staden ockuperades 10 september 1939 som del av Nazitysklands angrepp mot Polen. Orten införlivades under andra världskriget med Nazityskland som del av Reichsgau Wartheland. Synagogan sprängdes av den nazistiska förvaltningen 1940. I staden fanns under kriget ett krigsfångläger för franska krigsfångar, från 1941 till 1943 även ett arbetsläger för judiska fångar. Under kriget tvångsförflyttades även polsktalande invånare. Den nazistiska ockupationen avslutades i och med röda arméns intåg 22 januari 1945.
Efter kriget blev staden del av Folkrepubliken Polen. En ny industriell blomstringstid inleddes; bland de största industrierna var den internationellt etablerade högtalarfabriken Tonsil.
Staden förlorade sin status som distriktshuvudort 1975, men återfick denna status vid 1999 års förvaltningsreform då staden blev del av Storpolens vojvodskap.
Efter 1989 avvecklades planekonomin och många verksamheter stängdes, bland dessa Tonsil-fabriken. Omkring en tredjedel av invånarna blev arbetslösa. I slutet av 1990-talet inrättades här en särskild ekonomisk zon för att stimulera företagsetableringar här. 2016 öppnades en ny Volkswagen-fabrik i orten där den andra generationen av Volkswagen Crafter tillverkas. Fabriken väntas fullt utbyggd sysselsätta omkring 3 000 anställda och producera omkring 85 000 fordon årligen.

## Kända ortsbor
- Louis Lewandowski (1821–1894), kompositör
- Roman Jakóbczak (född 1946), fotbollsspelare
- Jagoda Gruszczyńska (född 1995), beachvolleybollspelare